# Saint-Martin-du-Mont (Ain)
Saint-Martin-du-Mont egy település Franciaországban, Ain megyében. Lakosainak száma 1953 fő (2022. január 1.). Saint-Martin-du-Mont Certines, Druillat, Journans, Bohas-Meyriat-Rignat, Neuville-sur-Ain, Tossiat és La Tranclière községekkel határos.

## Népesség
A település népessége az elmúlt években az alábbi módon változott:
| Lakosok száma | 1007 | 1078 | 1179 | 1505 | 1717 | 1784 | 1826 | 1871 | 1877 | 1953 |
|               | 1968 | 1982 | 1990 | 2006 | 2013 | 2015 | 2017 | 2019 | 2020 | 2022 |